# シキシマハナダイ科
シキシマハナダイ科（学名：Callanthiidae）は、スズキ目スズキ亜目に所属する魚類の分類群の一つ。シキシマハナダイなど底生魚を中心に、2属19種が記載される。学名の由来は、ギリシア語の「kallos（美しい）」と「anthias（魚）」から。

## 分布・生態
シキシマハナダイ科の魚類はすべて海水魚で、インド洋・太平洋および東部大西洋に分布する。10数種からなる小さなグループで、日本の近海からはシキシマハナダイ・テンジクハナダイ・オオメハナダイの2属3種が知られている。
本科魚類は海底付近を遊泳して生活する底生魚の一群である。やや深みで暮らす種類が多いが、沿岸のサンゴ礁から水深300-500mに至る深海まで、分布範囲は多岐にわたる。ほとんどの仲間が、赤色や橙色を基調とした鮮やかな体色をもつ。

## 形態
シキシマハナダイ科の仲間は左右に平たく側扁した、いわゆる鯛型の体型をもつ。多くの種類は体長10-30cmほどに成長する一方、大西洋に分布する Callanthias ruber は全長60cmに達する。側線が背鰭基底の近くを走行し、背鰭の後端あるいは尾柄部まで達すること、体側中央に孔や溝をもつ特殊な鱗が列をなすことが、本科魚類の重要な形態学的特徴である。
背鰭は11本の棘条と9-11本の軟条で構成される。椎骨は24個。

## 分類
シキシマハナダイ科にはNelson（2016）の体系において2属13種が認められている。シキシマハナダイ属はハタ科に近縁であることが知られていたものの、分類学的な位置付けは長く不明であった。Nelson（1994）の体系以降、グランマ科に含められていたテンジクハナダイ属とともに、独立のシキシマハナダイ科として扱われるようになっている。本稿では、FishBaseに記載される2属19種についてリストする。
- シキシマハナダイ属 Callanthias
  - シキシマハナダイ Callanthias japonicus
  - Callanthias allporti (Splendid sea perch)
  - Callanthias australis
  - Callanthias legras
  - Callanthias parini
  - Callanthias platei
  - Callanthias ruber
  - Callanthias splendens
- テンジクハナダイ属 Grammatonotus
  - オオメハナダイ Grammatonotus macrophthalmus
  - テンジクハナダイ Grammatonotus surugaensis
  - Grammatonotus ambiortus
  - Grammatonotus bianchi
  - Grammatonotus brianne
  - Grammatonotus crosnieri
  - Grammatonotus lanceolatus
  - Grammatonotus laysanus
  - Grammatonotus pelipel
  - Grammatonotus roseus
  - Grammatonotus xanthostigma